# 能量与动力工程
能量与动力工程（Energy and Power Engineering），是一本同行评审的开源期刊，研究方向包括电力工程和其他的与电力产业相关的领域。是一本双月刊。